# مات كون
مات كون (بالإنجليزية: Matt Kohn)‏ هو لاعب كرة قدم أمريكية أمريكي، ولد في 27 سبتمبر 1981.

## وصلات خارجية
- مات كون على موقع JustSportsStats.com (الإنجليزية)